# Hans-Werner Müller
Hans-Werner Müller (* 3. September 1942 in Nunkirchen) ist ein deutscher Politiker (CDU) und war Generalsekretär der UEAPME, der Europäischen Union für das Handwerk und Kleine und mittlere Unternehmen.

## Leben
Nach dem Abitur absolvierte Müller zunächst eine Maschinenbaulehre, danach studierte er Betriebswirtschaftslehre und schloss dieses Studium 1967 ab. Von 1967 bis 1976 war er Lehrer an einer Handelsschule. 1976 erwarb er den Meisterbrief in Maschinenbau. Seit 1972 war er Partner in der die Werkzeugbaufirma seines Vaters, die er nach dessen Tod ab 1976 leitete.
Hans-Werner Müller kam erstmals 1976 als Abgeordneter in den Deutschen Bundestag und blieb über 5 Wahlperioden, insgesamt 18 Jahre lang, bis 1994 MdB. Von 1977 bis 1979, vor der ersten Direktwahl zum europäischen Parlament, gehörte er gleichzeitig als vom Bundestag gewählter Vertreter dem Europäischen Parlament an.
Von 1992 bis 2007 koordinierte und organisierte er als Generalsekretär die Aktivitäten der UEAPME, des europäischen Dachverbands für das Handwerk und kleine und mittlere Unternehmen (KMU) in Brüssel, der die Interessen von rund 8 Millionen Betrieben in der Europäischen Union vertritt.
Hans Werner Müller ist verheiratet und hat zwei Kinder. Er hat seinen Hauptwohnsitz im Saarland.

## Auszeichnungen
- 1988: Bundesverdienstkreuz am Bande
- 1996: Großes Goldenes Ehrenzeichen für Verdienste um die Republik Österreich[1]
- 1998: Ehrennadel des Westdeutschen Handwerkskammertags
- 2003: Honorary doctorate in Business Administration Kingston University in London
- 2004: Chevalier de l'ordre national de la légion d'honneur (Frankreich)